# Hans Herrmann (konstnär)

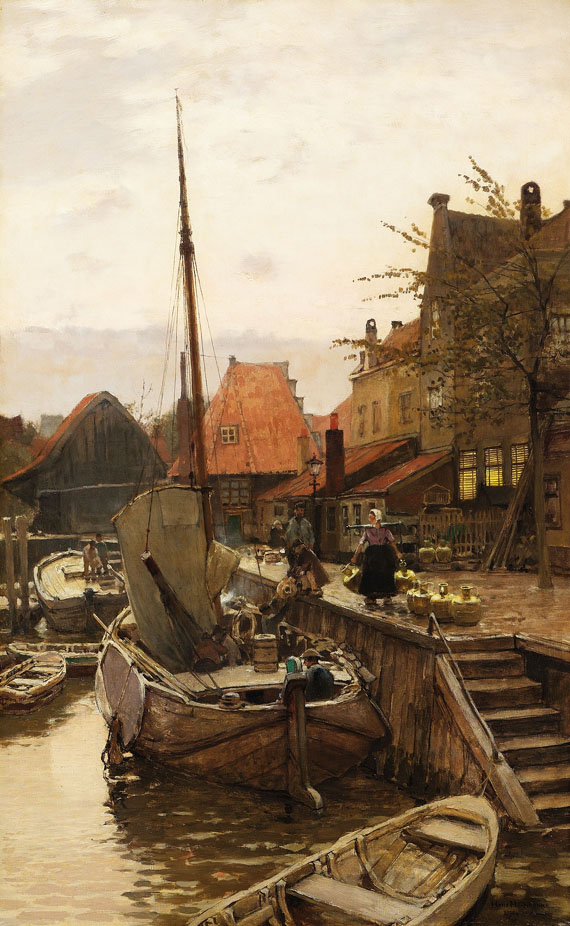
Hans Hermann, Hamnscen.

Johann (Hans) Emil Rudolf Herrmann, född den 8 mars 1858 i Berlin, död där den 21 juli 1942, var en tysk landskaps- och genremålare.
Herrmann var elev på Berlins konstakademi. Av hans oljemålningar eller akvareller kan nämnas Fisketorget i Amsterdam, Holländsk fiskeauktion, Amsterdams judekvarter, Gata i Chioggia, Vid Gardasjön samt slutligen en del prospekt över Hamburg (varav flera i Hamburger Kunsthalle) och Kust vid Helsingør. På den internationella konstutställningen i Köpenhamn 1897 sågs bland annat hans Gatuscen i Amsterdam.